# Атомарная функция
Атома́рная фу́нкция — финитное решение функционально-дифференциального уравнения вида
{\displaystyle L\,y(x)=\sum _{k=1}^{M}c_{k}y(ax-b_{k}),}
где {\displaystyle L} — линейный дифференциальный оператор с постоянными коэффициентами; коэффициенты {\displaystyle a,b_{k},c_{k}\in \mathbb {R} }, причём {\displaystyle |a|>1}.

## Атомарная функция up(x)
Простейшая атомарная функция {\displaystyle \operatorname {up} (x)} (читается: «ап от {\displaystyle x}»)  является финитным бесконечно-дифференцируемым решением функционально-дифференциального уравнения
{\displaystyle {\frac {1}{2}}\,y'(x)=y(2x+1)-y(2x-1)}
с носителем {\displaystyle \operatorname {supp} \operatorname {up} (x)=(-1,1),} которое удовлетворяет условию нормировки {\displaystyle \operatorname {up} (0)=1} (доказано, что при указанной нормировке это решение существует и единственно).

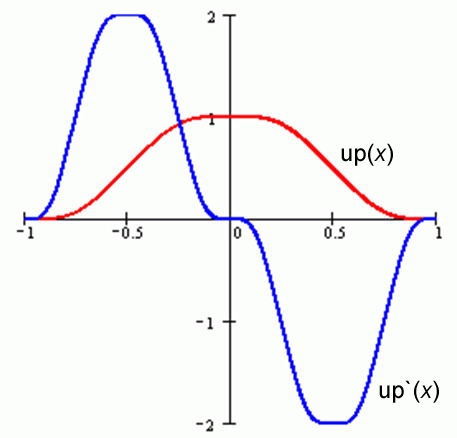
Атомарная функция и её производная

Преобразование Фурье функции {\displaystyle \operatorname {up} (x)} имеет вид
{\displaystyle {\hat {\operatorname {up} }}(t)=\prod _{k=1}^{\infty }\operatorname {sinc} {\frac {t}{2^{k}}},}
где {\displaystyle \operatorname {sinc} =\sin {x}/x} — sinc-функция.
Функция {\displaystyle \operatorname {up} (x)} — чётная, возрастает на интервале {\displaystyle [-1,\;0]}, убывает на интервале {\displaystyle [0,\;1],} а её график ограничивает над осью абсцисс единичную площадь. Кроме того, {\displaystyle \operatorname {up} (1-x)=1-\operatorname {up} (x)} при {\displaystyle x\in [0,\;1]}. Таким образом, целочисленные сдвиги {\displaystyle \operatorname {up} (x)} образуют разбиение единицы:
{\displaystyle \sum _{j=-\infty }^{\infty }\operatorname {up} (x-j)\equiv 1.}
Значения {\displaystyle \operatorname {up} (x)} в двоично-рациональных точках вида {\displaystyle 2^{-n}k} — рациональные числа. Функция {\displaystyle \operatorname {up} (x)} неаналитична ни в одной точке своего носителя. Для её вычисления нельзя использовать ряд Тейлора, однако существуют быстросходящиеся ряды специального вида, приспособленные для таких вычислений. Используются также разложения {\displaystyle \operatorname {up} (x)} в ряд Фурье, ряды по полиномам Лежандра, Бернштейна и др.
Атомарные функции бесконечно дробимы, то есть представимы в виде линейной комбинации сдвигов-сжатий финитных функций с произвольной длиной носителя (дробных компонент), и могут рассматриваться как аналоги B-сплайнов бесконечной гладкости, а также идейные предшественники вейвлетов. Хорошие аппроксимативные свойства функции {\displaystyle \operatorname {up} (x)} основаны на том факте, что с помощью линейной комбинации сдвигов-сжатий {\displaystyle \operatorname {up} (x)} можно представить алгебраический многочлен любой степени.

## Атомарные функции ha(x), совершенные сплайны
Атомарные функции {\displaystyle \operatorname {h} _{a}(x)} (при {\displaystyle a>1}) являются обобщением функции {\displaystyle \operatorname {up} (x)}. Соответствующие функционально-дифференциальные уравнения имеют вид
{\displaystyle {\frac {2}{a^{2}}}y'(x)=y(ax+1)-y(ax-1).}
Таким образом, {\displaystyle \operatorname {up} (x)\equiv \operatorname {h} _{2}(x).} Преобразование Фурье функции {\displaystyle \operatorname {h} _{a}(x)} имеет вид
{\displaystyle {\hat {\operatorname {h} _{a}}}(t)=\prod _{n=1}^{\infty }\operatorname {sinc} {\frac {t}{a^{n}}},}
следовательно, функции {\displaystyle \operatorname {h} _{a}(x)} есть бесконечнократные свёртки характеристических функций интервалов (прямоугольных функций), ширины которых убывают в геометрической прогрессии. Если в последнем выражении ограничиться конечным числом членов {\displaystyle M} бесконечного произведения, получим преобразование Фурье совершенных сплайнов {\displaystyle \operatorname {h} _{a,M}(x)} с рекуррентным функционально-дифференциальным выражением
{\displaystyle {\frac {2}{a^{2}}}\operatorname {h} '_{a,M}(x)=\operatorname {h} _{a,M-1}(ax+1)-\operatorname {h} _{a,M-1}(ax-1).}

## Обобщённая теорема Котельникова
Нули преобразований Фурье функций {\displaystyle \operatorname {h} _{a}(x)} расположены регулярным образом в точках {\displaystyle a\pi n} {\displaystyle (n\neq 0)}. В связи с этим любую непрерывную функцию {\displaystyle f(x)} с финитным спектром {\displaystyle (\operatorname {supp} {\hat {f}}=[-\Omega ,\Omega ])} можно разложить в ряд
{\displaystyle f(x)=\sum _{k=-\infty }^{\infty }f(k\Delta ){\hat {\operatorname {h} _{a}}}\left[{\frac {a\pi }{\Delta }}(x-k\Delta )\right],}
где {\displaystyle a>2,\ 0<\Delta \leq \pi (a-2)/\Omega (a-1)}.
Данная формула обобщает известную теорему Котельникова; впервые она была предложена В. Ф. Кравченко и В. А. Рвачёвым, а в дальнейшем развита Е. Г. Зелкиным, В. Ф. Кравченко и М. А. Басарабом.

## История и развитие
Атомарные функции впервые были введены в работе 1971 года. Обстоятельства появления функции {\displaystyle \operatorname {up} (x)} связаны с проблемой, поставленной в 1967 году В. Л. Рвачёвым и решённой В. А. Рвачёвым: найти такую финитную дифференцируемую функцию, что её график имел бы вид «горба» с одним участком возрастания и одним участком убывания, а график её производной состоял бы из «горба» и «ямы», причём последние были бы подобны «горбу» самой функции, т. e. представляли бы собой — с точностью до масштабного коэффициента — сдвинутую и сжатую копию графика исходной функции.
Итоги начального этапа развития теории атомарных функций представлены в работе В. А. Рвачёва «Атомарные функции и их применение». В ней дан подробный обзор работ по теории атомарных функций, доведённый до 1984 года, приведён список нерешённых задач теории атомарных функций, во многом определивший направления дальнейших исследований.
В настоящее время атомарные функции находят широкое применение в теории аппроксимации, численном анализе, цифровой обработке сигналов, вейвлет-анализе и других областях. Большой цикл работ по теории и применениям атомарных функций в различных физических приложениях опубликован В. Ф. Кравченко и представителями его научной школы.